# Žygimantas Skučas
Žygimantas Skučas (Kaunas, 18 marzo 1992) è un cestista lituano.

## Statistiche

### Eurocup
| Anno      | Squadra     | PG | PT | MP   | TC%  | 3P%  | TL%  | RP  | AP  | PRP | SP  | PP  |
| --------- | ----------- | -- | -- | ---- | ---- | ---- | ---- | --- | --- | --- | --- | --- |
| 2016-2017 | Lietkabelis | 14 | 11 | 22,1 | 47,8 | 5,9  | 84,0 | 3,9 | 1,7 | 0,2 | 0,5 | 9,2 |
| 2017-2018 | Lietkabelis | 8  | 1  | 12,2 | 40,0 | 30,0 | 72,7 | 2,6 | 0,6 | 0,2 | 0,2 | 4,4 |
| Carriera  | Carriera    | 22 | 12 | 18,5 | 45,8 | 14,8 | 82,0 | 3,5 | 1,3 | 0,2 | 0,4 | 7,5 |